# Молдавско-турецкие отношения
Молдавско-турецкие отношения — двусторонние дипломатические отношения между Молдавией и Турцией.  Государства являются членами Совета Европы и Организации Объединённых Наций.

## История
Государства официально установили дипломатические отношения 3 февраля 1992 года после того, как Турция признала декларацию независимости Республики Молдова 16 декабря 1991 года
После обретения независимости Молдавией, Турция выразила заинтересованность в экономическом и политическом сотрудничестве и сегодня является одним из крупнейших экономических и торговых партнёров этой страны.
У Турции хорошие отношения с автономной республикой Молдавии — Гагаузией. Православные гагаузы, как и турки, являются тюркским народом. По словам министра иностранных дел Турции Мевлюта Чавушоглу, Турция запустила несколько проектов по экономическому развитию и образованию в Гагаузии. Башкан Ирина Влах заявила, что Турция является самой близкой страной к Гагаузии и помогает решить политические, социальные и экономические проблемы, накопившиеся за 30 лет.
7 ноября 2020 года было объявлено об открытии нового консульства Молдавии в турецком городе Алания. На церемонии открытия присутствовали министр иностранных дел и европейской интеграции Олег Цуля и Мевлют Чавушоглу. Олег Цуля заявил, что открытие консульства активизирует академические, торговые, культурные и экономические отношения между государствами и предоставит помощь молдавским гражданам, находящимся в Турции, испытывающим дипломатические трудности. Он добавил, что одним из приоритетов правительства Молдавии является углубление отношений с Турцией. Со своей стороны, Мевлют Чавушоглу отметил важность Турции для Молдавии в отношении иностранных инвестиций и туризма, а также то, что турки-гагаузы представляют собой особую ценность в отношениях обеих стран.

## Дипломатические представительства
- Молдавия имеет посольство в Анкаре и консульства в Айдыне, Белеке, Бурсе, Стамбуле, Манисе[1] и Аланье[4][5].
- Турция содержит посольство в Кишинёве[6].